# Modrak (roślina)

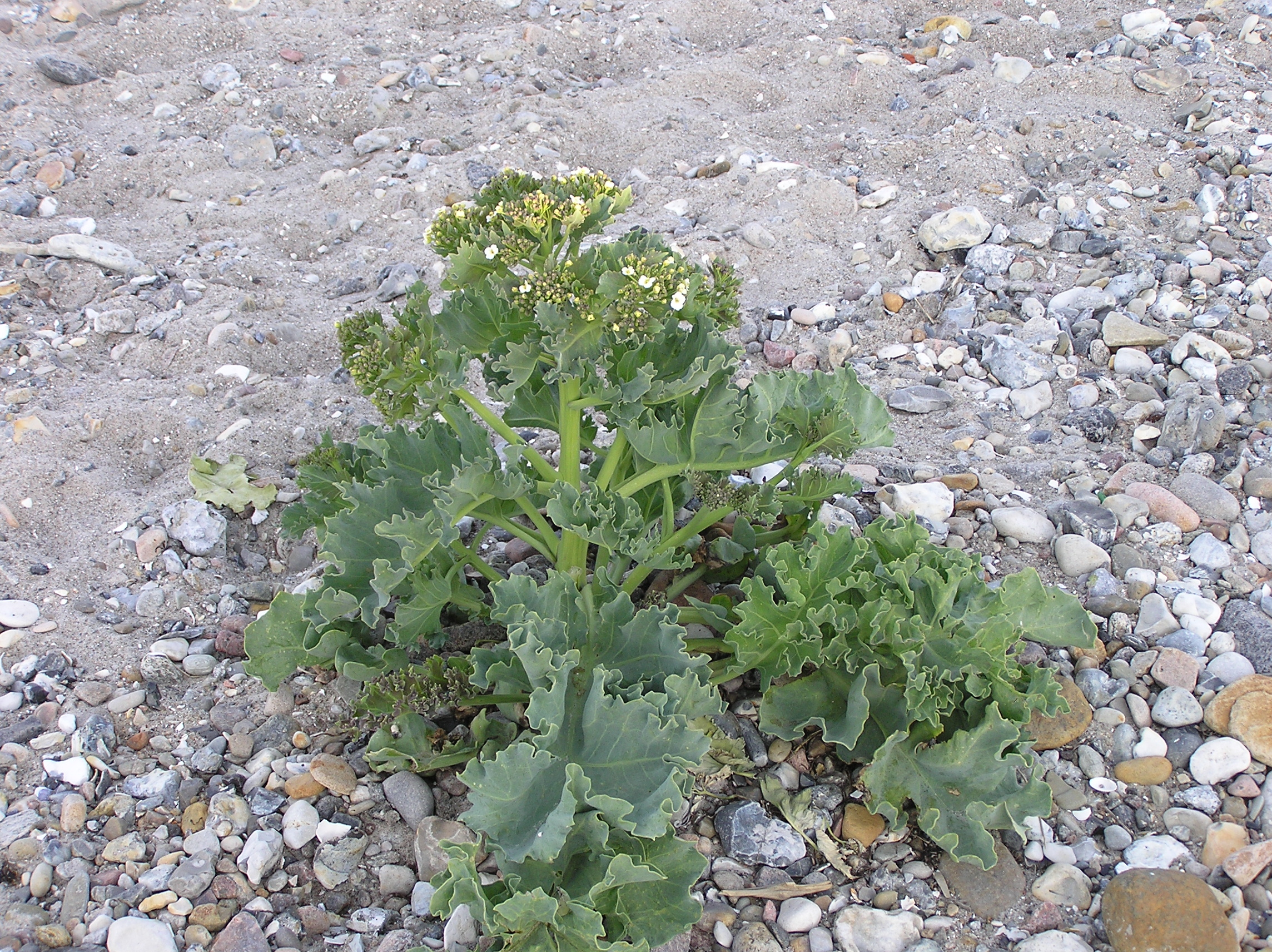
Modrak morski

Modrak (Crambe L.) – rodzaj roślin należący do rodziny kapustowatych. Należy do niego ok. 35 gatunków. Rosną dziko w Europie (8 gatunków), Azji i w północnej Afryce (kilka gatunków na obszarach górskich oraz 9, w tym też drewniejące, na Wyspach Kanaryjskich). Rośliny te zasiedlają tereny nadmorskie, miejsca skaliste, suche, tereny górskie. Niektóre rozprzestrzeniają się niesione wiatrem jako tzw. biegacze pustynni. Gatunkami jadalnymi o pewnym znaczeniu ekonomicznym są: modrak morski C. maritima i modrak abisyński C. hispanica subsp. abyssinica.
Przedstawicieli tego rodzaju nie należy mylić z chabrem bławatkiem, który w dialekcie wielkopolskim również nazywany jest modrakiem. 

## Morfologia
PokrójRośliny jednoroczne i byliny, rzadko półkrzewy, zwykle nagie, często sine, jeśli owłosione to z włoskami prostymi. Łodyga często u nasady prosta i w górnej części silniej rozgałęziona. Maksymalnie rośliny te osiągają do 4 m wysokości, niektóre gatunki są kolczaste.
LiścieNajniższe często okazałe, pojedyncze, ząbkowane i zatokowo wcinane lub częściej podzielone, lirowate. Wyższe liście zwykle słabiej podzielone, zatokowo wcinane.
KwiatyDrobne, z 4-płatkowymi, białymi koronami, zebrane w okazałe kwiatostany, wydłużające się podczas owocowania.
OwoceJednonasienne kulistawe lub jajowate łuszczynki w dolnej części sterylne. Czasem czterokątne lub żebrowane.

## Systematyka
Pozycja systematyczna według APweb (aktualizowany system APG IV z 2016)
Należy do rodziny   kapustowatych (Brassicaceae), rzędu kapustowców (Brassicales), kladu różowych (rosids) w obrębie okrytonasiennych (Magnoliophyta).
Pozycja w systemie Reveala (1993–1999)
Gromada okrytonasienne (Magnoliophyta Cronquist), podgromada Magnoliophytina Frohne & U. Jensen ex Reveal, klasa Rosopsida Batsch, podklasa ukęślowe (Dilleniidae Takht. ex Reveal & Tahkt.), nadrząd Capparanae Reveal, rząd kaparowce (Capparales Hutch.), podrząd Capparineae Engl., rodzina kapustowate (Brassicaceae Burnett), plemię Crambeae Caruel in Parl., rodzaj modrak (Crambe L.).
Wykaz gatunków
- Crambe alutacea Hand.-Mazz.
- Crambe arborea Webb ex Christ
- Crambe armena N.Busch
- Crambe cordifolia Steven – modrak sercolistny
- Crambe edentula Fisch. & C.A.Mey. ex Korsh.
- Crambe feuilleei A.Santos ex Prina & Mart.-Laborde
- Crambe filiformis Jacq.
- Crambe fruticosa L.f.
- Crambe gigantea (Ceballos & Ortuño) Bramwell
- Crambe gomeraea Webb ex Christ
- Crambe gordjagini Sprygin & Popov
- Crambe grandiflora DC.
- Crambe grossheimii I.I.Khalilov
- Crambe hedgei I.I.Khalilov
- Crambe hispanica L. – modrak hiszpański
  - Crambe hispanica L. subsp. abyssinica – modrak abisyński
- Crambe juncea M.Bieb.
- Crambe kilimandscharica O.E.Schulz
- Crambe koktebelica (Junge) N.Busch
- Crambe kralikii Coss.
- Crambe laevigata DC. ex Christ
- Crambe maritima L. – modrak morski
- Crambe microcarpa A.Santos
- Crambe orientalis L.
- Crambe pinnatifida W.T.Aiton
- Crambe pritzelii Bolle
- Crambe scaberrima Webb ex Bramwell
- Crambe schugnana Korsh.
- Crambe scoparia Svent.
- Crambe sinuatodentata Hochst. & G.W.Schimp.
- Crambe steveniana Rupr.
- Crambe strigosa L'Hér.
- Crambe sventenii Pett. ex Bramwell & Sunding
- Crambe tamadabensis Prina & Marrero Rodr.
- Crambe tataria Sebeók – modrak tatarski
- Crambe × tchalenkoae Popovich & Zernov
- Crambe wildpretii Prina & Bramwell

## Zastosowanie
Niektóre gatunki są uprawiane jako rośliny ozdobne, niektóre również jako rośliny jadalne (np. modrak morski).